# Enzo Fernández
Enzo Jeremías Fernández (* 17. Januar 2001 in San Martín) ist ein argentinischer Fußballspieler, der beim FC Chelsea unter Vertrag steht. Er kommt als zentraler Mittelfeldspieler zum Einsatz. Mit der argentinischen Nationalmannschaft wurde er 2022 Weltmeister.

## Karriere

### Verein

#### River Plate
Fernández kam 2006 zu River Plate, nachdem er seine ersten Jahre bei Club La Recova verbracht hatte. Nach dreizehn Jahren, in denen er in der Jugendakademie aufgestiegen war, wurde Fernández im Januar 2019 bei einem Heimspiel in der Primera División gegen CA Patronato in die erste Mannschaft berufen, wo er jedoch bei der folgenden 1:3-Niederlage nicht zum Einsatz kam. Sein Debüt in der A-Mannschaft gab er vierzehn Monate später in der Copa Libertadores, als der Mittelfeldspieler am 4. März 2020 bei der Niederlage gegen LDU Quito in Ecuador für Santiago Sosa eingewechselt wurde. Im August 2020 wurde Fernández an CSD Defensa y Justicia verliehen, für die er 13 Einsätze in der Primera División und der Copa de la Superliga absolvierte und die Copa Sudamericana 2020 gewann, bevor er zu River Plate zurückkehrte. Sein erstes Tor für River Plate in der Liga erzielte er am 14. August 2021 bei einem 2:0-Heimsieg gegen CA Vélez Sarsfield.

#### Benfica Lissabon
Im Sommer 2022 wechselte er für 10 Millionen Euro nach Portugal zu Benfica Lissabon. Sein Debüt für den Verein gab er am 2. August, als er beim 4:1-Heimsieg gegen den FC Midtjylland im Hinspiel der dritten Qualifikationsrunde der UEFA Champions League 2022/23 mit einem Halbvolleyschuss von außerhalb des Strafraums sein erstes Tor für den Verein erzielte, bevor er auch in den nächsten Spielen von Benfica gegen den FC Arouca erstmals in der Primeira Liga ein Tor erzielte.

#### FC Chelsea
Ende Januar 2023 wechselte Fernández am letzten Tag der Transferperiode in die Premier League zum FC Chelsea, bei dem er einen Vertrag bis zum 30. Juni 2031 unterschrieb. Mit einer Ablösesumme in Höhe von 121 Millionen Euro wurde er zum bis dahin viertteuersten Transfer der Fußballgeschichte sowie zum Rekordtransfer der Premier League.

### Nationalmannschaft
Fernández vertrat Argentiniens U20-Auswahl bei einem Turnier 2019 in L’Alcúdia, Spanien. Nach guten Leistungen bei Benfica wurde er 2022 erstmals für die Nationalmannschaft Argentiniens nominiert. Sein Debüt gab er am 24. September 2022, als er beim 3:0-Sieg gegen Honduras in der 64. Minute für Leandro Paredes eingewechselt wurde.
Im November 2022 wurde Fernández für die Weltmeisterschaft 2022 in Katar nominiert und wurde Weltmeister. Fernández stand bei allen sieben Spielen auf dem Feld und erzielte einen Treffer im Gruppenspiel gegen Mexiko. Er wurde zudem als bester junger Spieler des Turniers ausgezeichnet. Auch bei der Copa América 2024 gehörte er zum siegreichen Kader der argentinischen Nationalmannschaft und stand in vier Spielen in der Startelf.

## Sonstiges
Fernández wurde von seinem Vater Raúl nach dem dreimaligen Copa-América-Sieger Enzo Francescoli benannt.

### Rassismusskandal
Im Juli 2024 sorgte Fernández für einen Rassismusskandal. Ein Video aus dem Mannschaftsbus nach dem Sieg bei der Copa América zeigt Fernández und weitere argentinische Spieler, die ein unter argentinischen Fans kursierendes Lied anstimmen, welches sich rassistisch über die Herkunft französischer Nationalspieler äußert und zudem transphoben Inhalt hat. Der französische Fußballverband (FFF) sowie die französische Sportministerin Amélie Oudéa-Castéra kritisierten dieses Verhalten und der Verband plant eine Beschwerde bei der FIFA. Fernández’ Verein FC Chelsea kündigte ebenfalls an, den Vorfall zu untersuchen.

## Titel und Auszeichnungen

### Nationalmannschaft
- Weltmeister: 2022
- Copa-América-Sieger: 2024

### Verein
- Argentinischer Meister: 2021
- Recopa Sudamericana: 2021
- Copa Sudamericana: 2020

FC Chelsea
- FIFA-Klub-Weltmeister: 2025
- Conference-League-Sieger: 2025

### Persönliche Auszeichnungen
- Bester junger Spieler der Weltmeisterschaft: 2022